# Костелец у Холешову
Костелец у Холешову (чеш. Kostelec u Holešova) је насељено мјесто са административним статусом сеоске општине (чеш. obec) у округу Кромјержиж, у Злинском крају, Чешка Република.

## Становништво
Према подацима о броју становника из 2014. године насеље је имало 978 становника.